# Raúl Torrieri
Raúl Alberto Torrieri Dicono (* 10. Dezember 1939 in Carmelo) ist ein ehemaliger uruguayischer Steuermann im Rudern.

## Biografie
Raúl Torrieri siegte zusammen mit Gustavo Pérez und Luis Aguiar im Zweier mit Steuermann bei den Panamerikanischen Spielen 1959. Bei den Olympischen Sommerspielen 1960 schied das Trio in der Zweier-mit-Steuermann-Regatta im Hoffnungslauf aus.